# Liji
Liji (Zapiski o obyczajach, Księga rytuałów, Księga obyczajów) – jeden z klasycznych tekstów chińskich, opisujący obrzędy i ceremonie dworskie oraz ludowe odprawiane w okresie dynastii Zhou. Księga zaliczana jest do Pięcioksięgu konfucjańskiego.
Ostatecznej redakcji księgi dokonano w III wieku p.n.e., włączając do niej również rytuały nieznane w czasach dynastii Zhou.
Przez wieki Liji stanowiła zbiór oficjalnych obrzędów i rytuałów, które towarzyszyły wszelkim wydarzeniom, od obrzędów dworskich, po turnieje łucznicze, zaślubiny i pogrzeby. Niektóre obrzędy ulegały jednak w późniejszych wiekach modyfikacjom, a część z nich zanikła w czasie panowania mandżurskiej dynastii Qing.